# Ronneby församling
Ronneby församling är en församling i Blekinge kontrakt, Lunds stift och Ronneby kommun. Församlingen ingår i Ronneby pastorat.

## Administrativ historik
Församlingen har medeltida ursprung med en kyrka från 1100-talet och omfattade både staden Ronneby stad och omgivande socken, Ronneby socken.
Fram till 1640 var församlingen ett eget pastorat. 1640 utbröts ur församlingen Backaryds församling som därefter fram till 1682 och mellan 1771 och 1796 var annexförsamling i pastoratet. Ronneby församling var sedan eget pastorat mellan 1682 och 1771, samt efter 1796. Församlingen var mellan 9 juli 1921 och 1 januari 1942 uppdelad i två kyrkobokföringsområden, Bredåkra kyrkobokföringsområde och Ronneby kyrkobokföringsområde, som vid denna tidpunkt blev kyrkobokföringsdistrikt och bytte namn till Kallinge kbfd (till 1966 101102, från 1967 108102) och Ronneby kbfd (till 1966 101101 för delen i Ronneby/Kallinge landskommun och 108100 för delen i Ronneby stad, från 1967 endast 108101) som kvarstod till 1991.
1 januari 2006 uppgick Backaryds församling, Eringsboda församling och Öljehults församling i Ronneby församling. 1 januari 2010 uppgick sedan Listerby församling i Ronneby församling. Från 2014 ingår Bräkne-Hoby församling i pastoratet.

## Series pastorum
| Ämbetstid | Namn                       | Levnadstid | Övrigt                            |
| --------- | -------------------------- | ---------- | --------------------------------- |
| omkr 1530 | Boo Persson                |            |                                   |
| omkr 1570 | Petrus Mattiasson Uxileius |            |                                   |
| 1574-1600 | Oluf Bengtsson Raff        |            |                                   |
| 1602-1654 | Hans Jörgensson            |            | Tillika kh i Backaryd             |
| 1656-1670 | Jörgen Hansson Rönnow      |            | Tillika kh i Backaryd             |
| 1671-1679 | Canutus Hahn               | 1633-1687  | Kh Landskrona, biskop i Lund      |
| 1679      | Haquin Spegel              | 1645-1714  | Utnämndes endast till kyrkoherde. |
| 1680-1703 | Christopher Tindorfius     | -1703      |                                   |
| 1703-1723 | Pehr Sigvardsson Albin     |            |                                   |
| 1725-1727 | Vilhelm Corvin             | 1663-1727  |                                   |
| 1727-1755 | Andreas Jensonius          |            |                                   |
| 1755-1796 | Salomon Henschen           | 1719-1796  | Tillika kh i Backaryd             |
| 1797-1805 | Lars Björk                 |            |                                   |
| 1806-1816 | Wilhelm Peter Henschen     | 1766-1816  | Son till Salomon Henschen         |
| 1819-1841 | Jonas Magnus Wettergrund   | 1768-1841  |                                   |
| 1843-1848 | Nils Sjöholm               |            |                                   |
| 1851-1871 | Thomas Erskine Hain        |            |                                   |
| 1874-1875 | August Ferdinand Hallberg  |            |                                   |
| 1879-1891 | Isac Herlöfsson            |            |                                   |
| 1894-1937 | Hans Hilder                |            |                                   |
| 1938-1961 | Richard Lindstam           |            |                                   |
| 1961-1972 | Östen Hårdh                |            |                                   |
| 1973-1978 | Arne Lindström             |            |                                   |
| 1978-2001 | Bengt Larsson              |            |                                   |
| 2001-2010 | Claes Klingberg            |            |                                   |
| 2010-2012 | Peter Barvestedt           |            |                                   |
| 2012-2022 | Gunnel Alvhäll             |            |                                   |
| 2022-2024 | Janet Eriksson             |            |                                   |
| 2024-     | Patrik Ingemansson         |            |                                   |
|           |                            |            |                                   |

## Organister och klockare
| Ämbetstid  | Namn                   | Levnadstid          | Övrigt              |
| ---------- | ---------------------- | ------------------- | ------------------- |
| 1691–1700  | Johan Clausson         |                     | Klockare.           |
| 1702-1711  | Johan Hoflin           |                     | Klockare.           |
| 1714       | Måns Lychovius         |                     | Klockare.           |
| 1719–1726  | Rasmus Lychovius       | –1728               | Klockare.           |
| 1730       | Magnus Lychovius       | 1695-1751           | Klockare.           |
| 1840–1860  | Peter Magnus Sandstedt | 1804- äldre än 1867 | Bodde på kvarter 16 |
| 1860–1878  | Johan Tholander        | 1807-1878           |                     |
| 1878–1911  | Edvard Svensson        | 1856-1911           |                     |
| 1913–1918  | Simon Sandhagen        | 1887-1927           |                     |
| 1918–1962  | Ernfrid Bjuring        | 1896-1980           |                     |
| 1963–1999  | Zaid Bjurek            | 1936-2021           |                     |
| 1999–2013  | Staffan Sundås         |                     |                     |
| 2013–nutid | Fredric Lindahl        |                     |                     |

## Kyrkor
- Heliga Kors kyrka
- Backaryds kyrka
- Bredåkra kyrka
- Edestads kyrka
- Eringsboda kyrka
- Förkärla kyrka
- Hjortsberga kyrka
- Kallinge kyrka
- Listerby kyrka
- Möljeryds kyrka
- Saxemara kyrka
- (Sjömansstugan)
- Öljehults kyrka

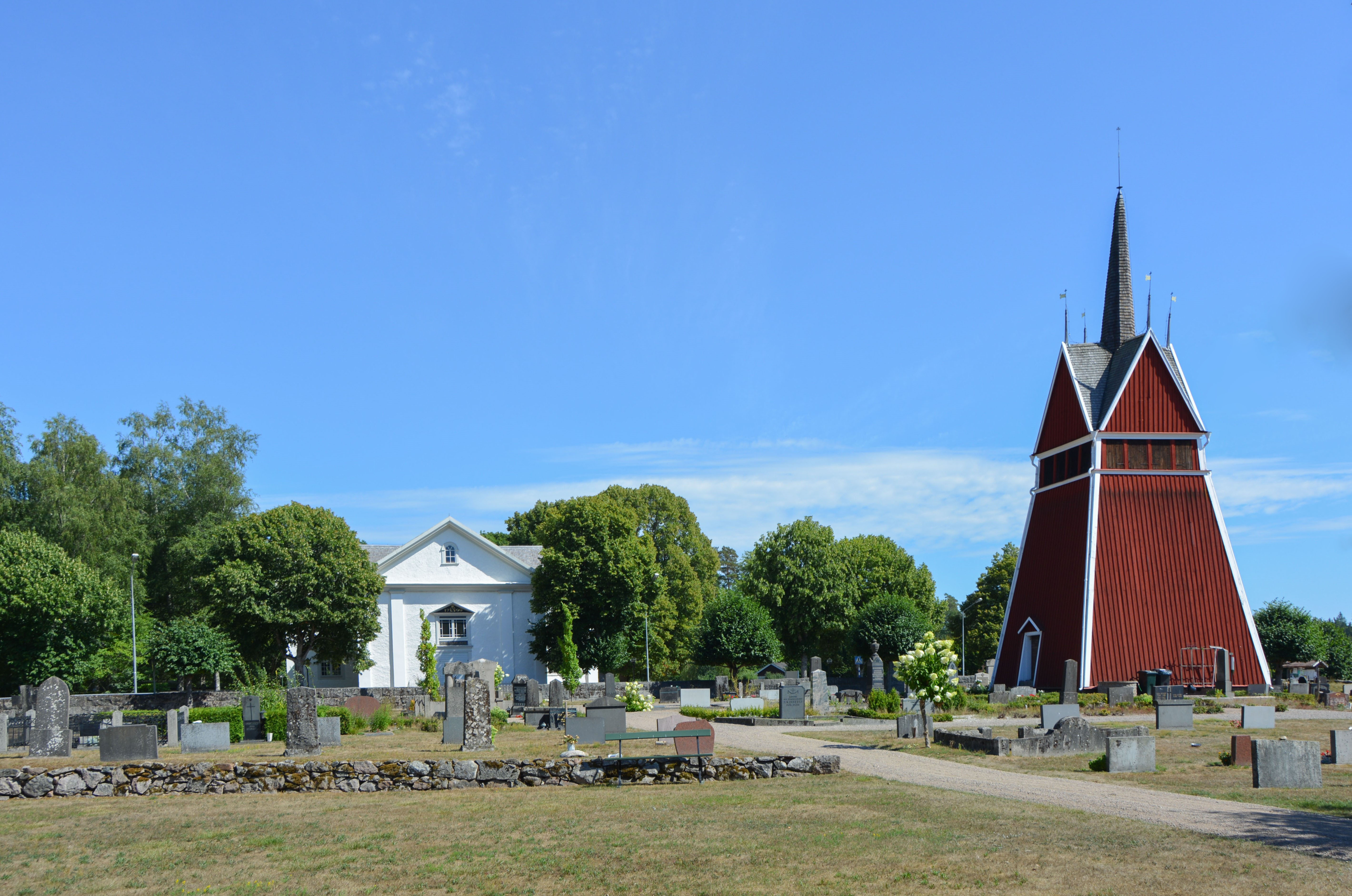
Backaryds kyrka och klockstapel
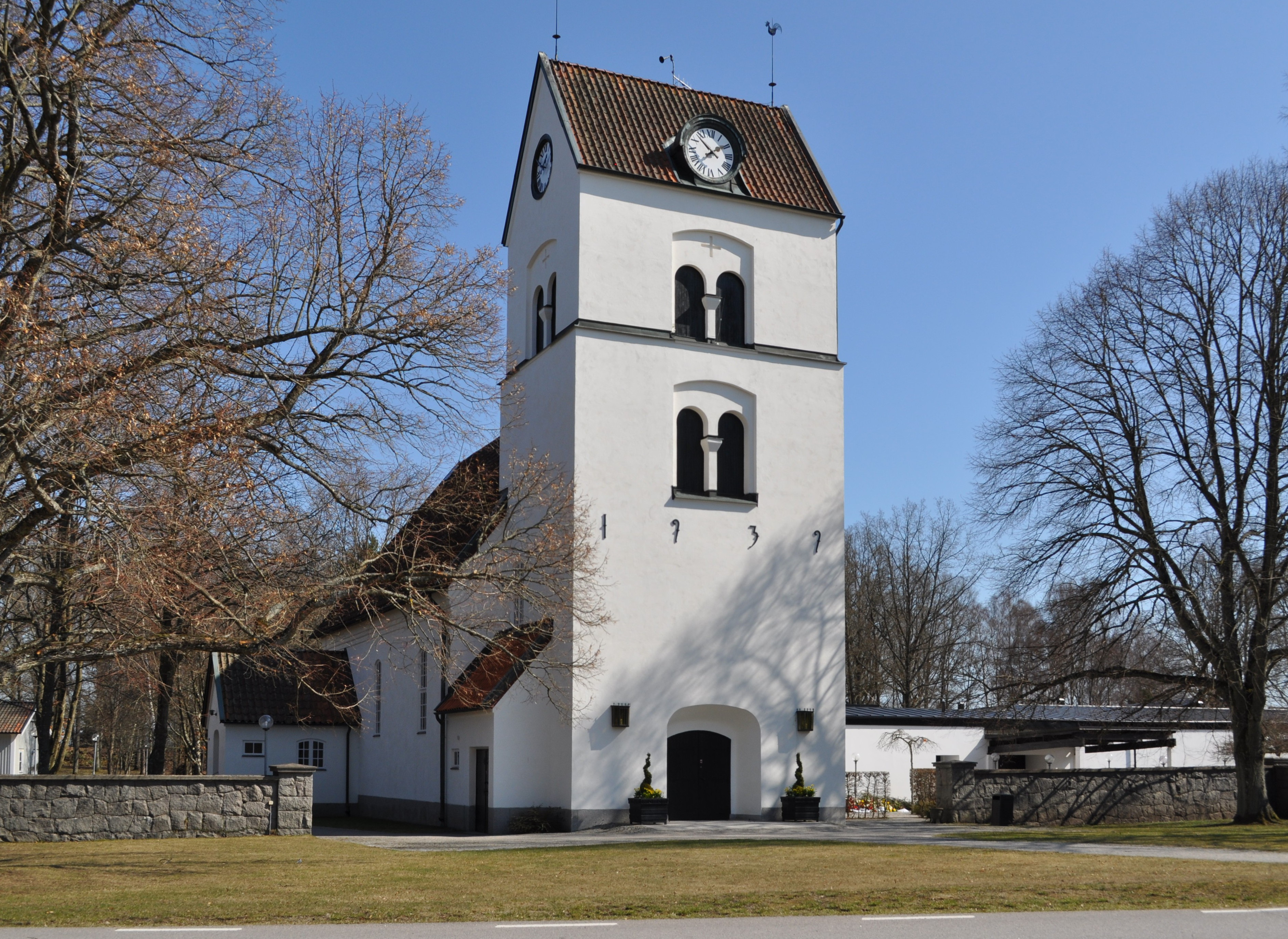
Bredåkra kyrka
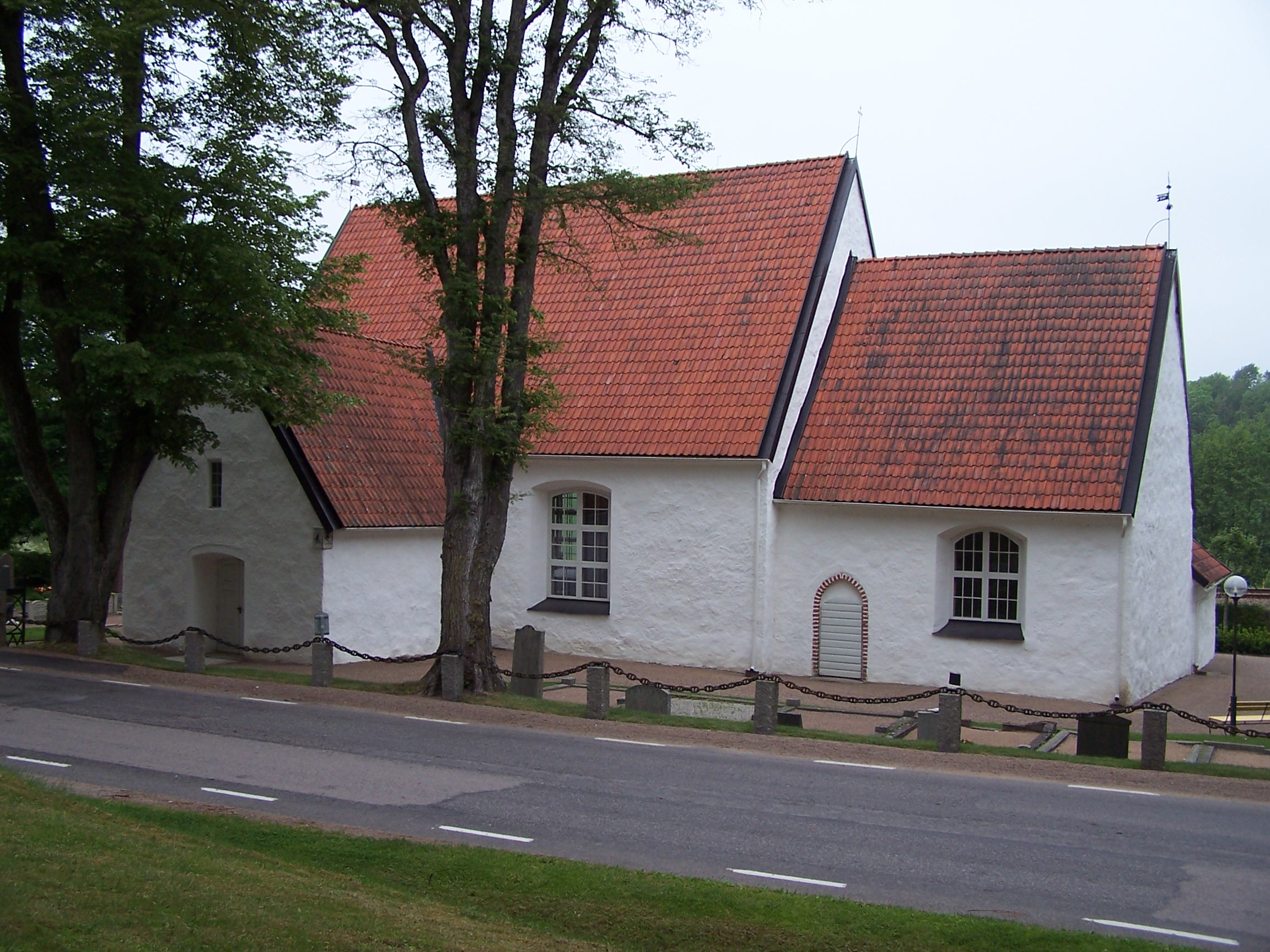
Edestads kyrka
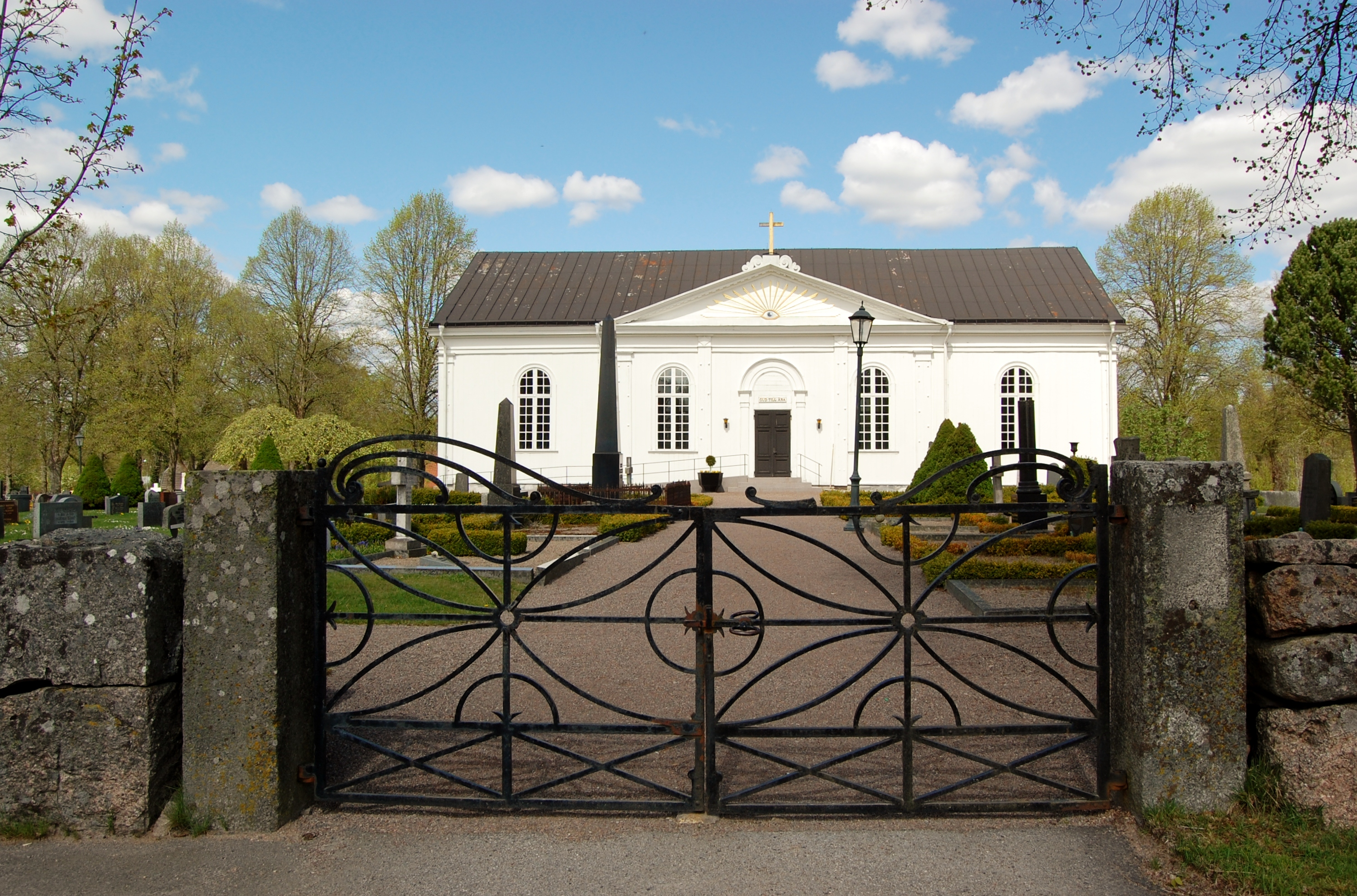
Eringsboda kyrka
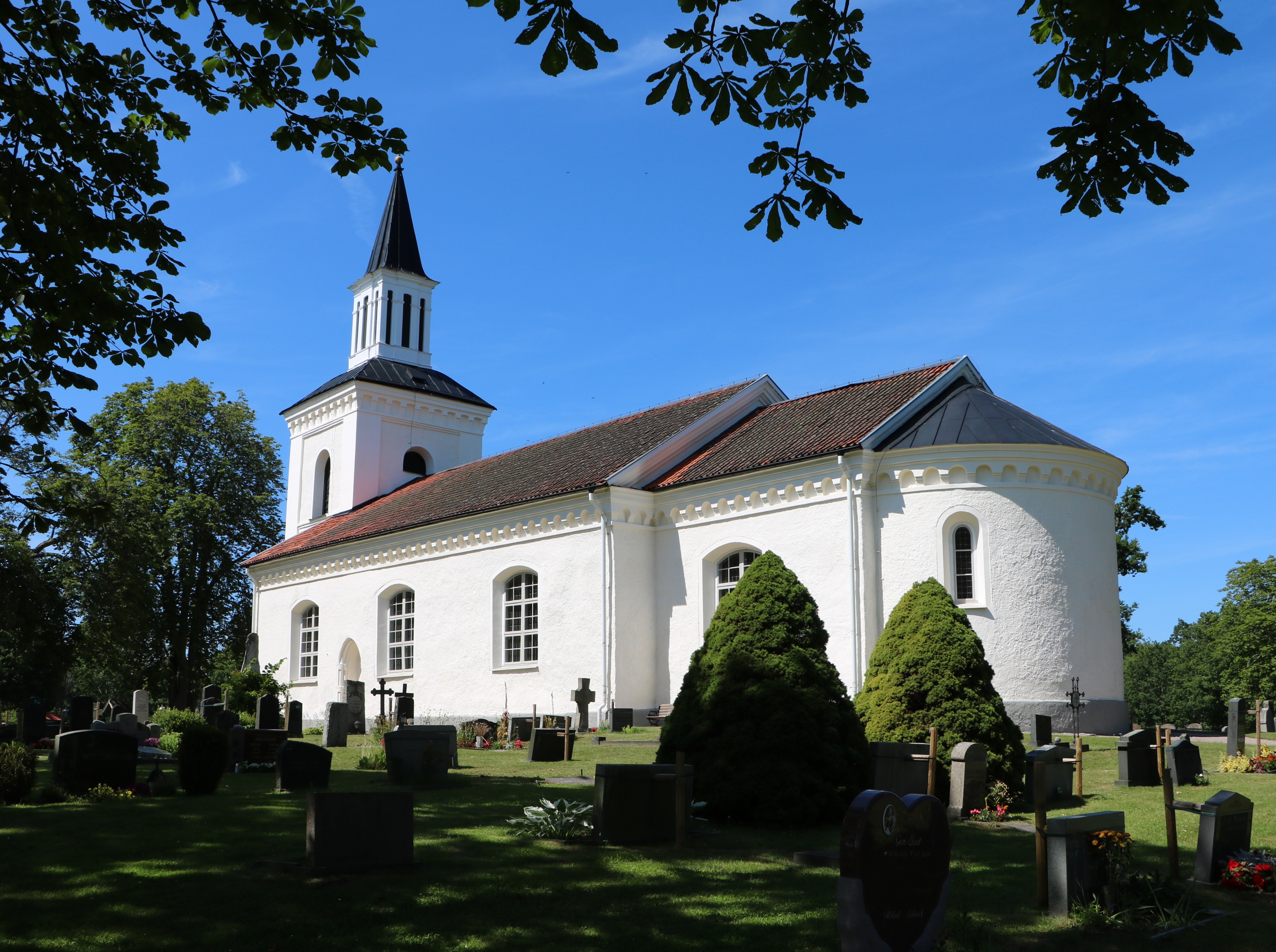
Förkärla kyrka
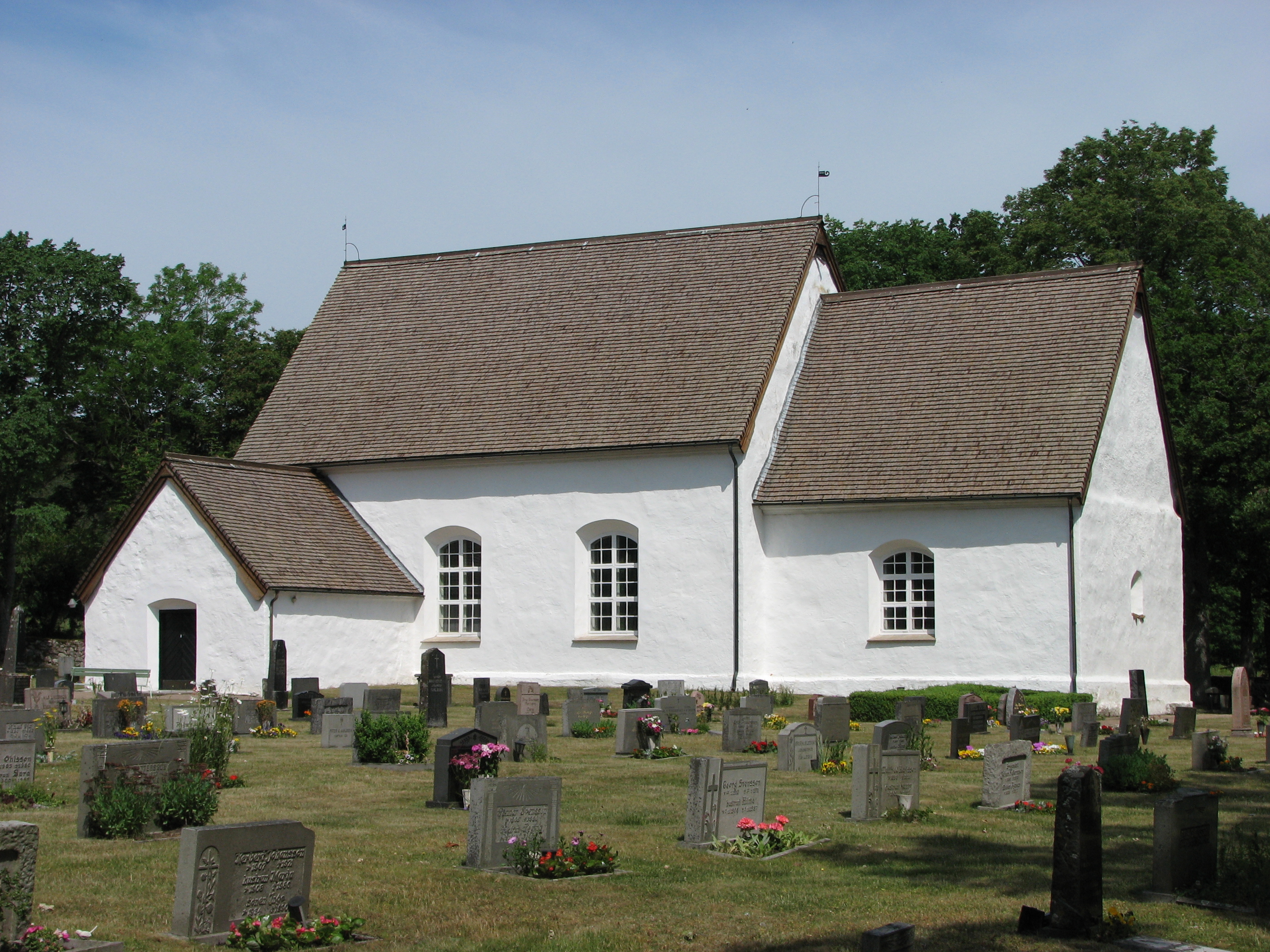
Hjortsberga kyrka
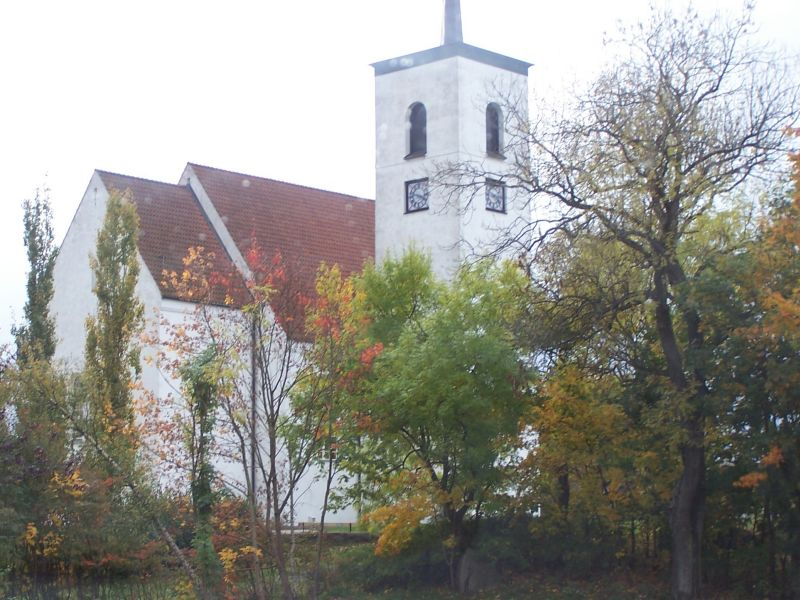
Kallinge kyrka
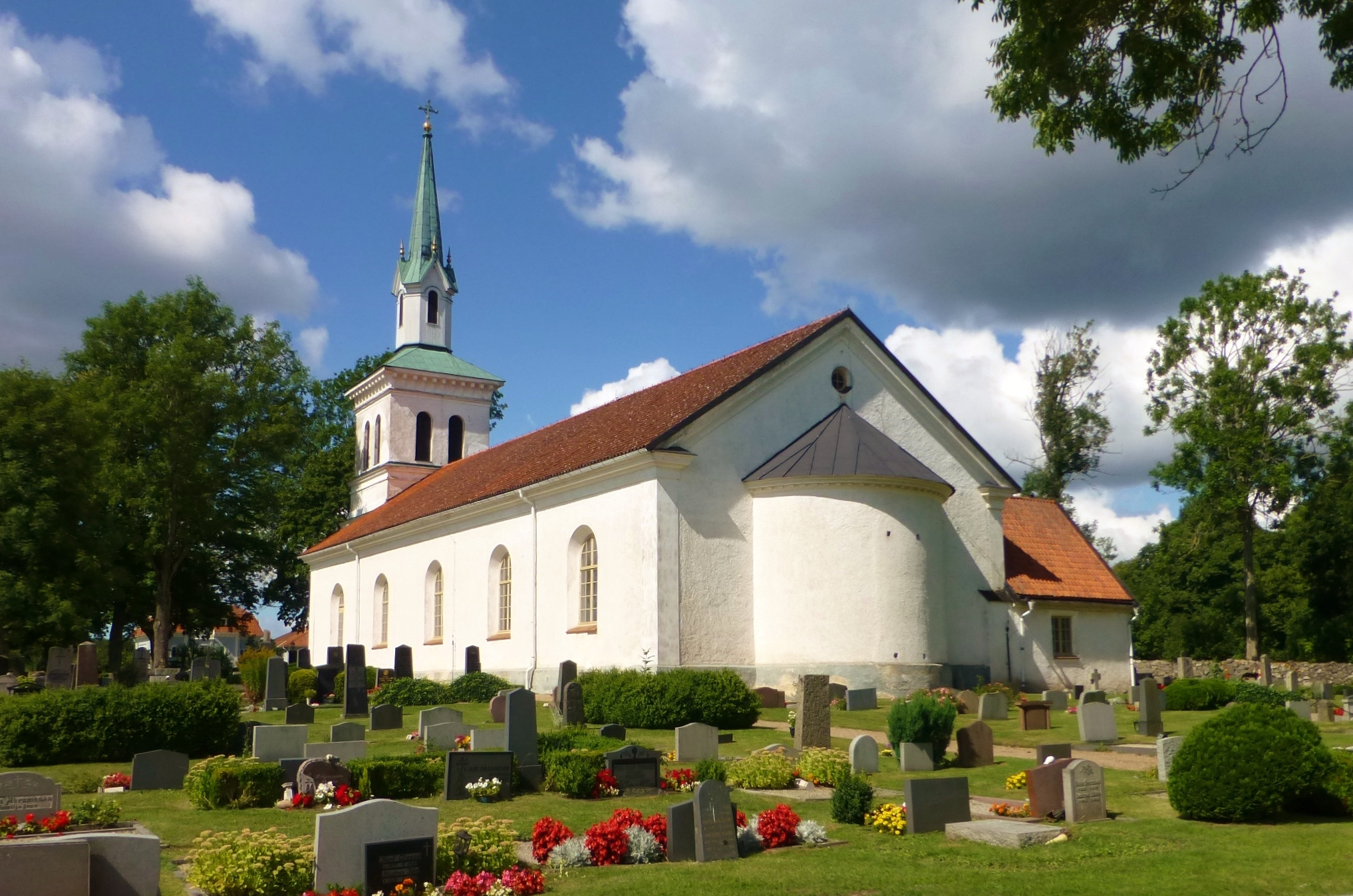
Listerby kyrka
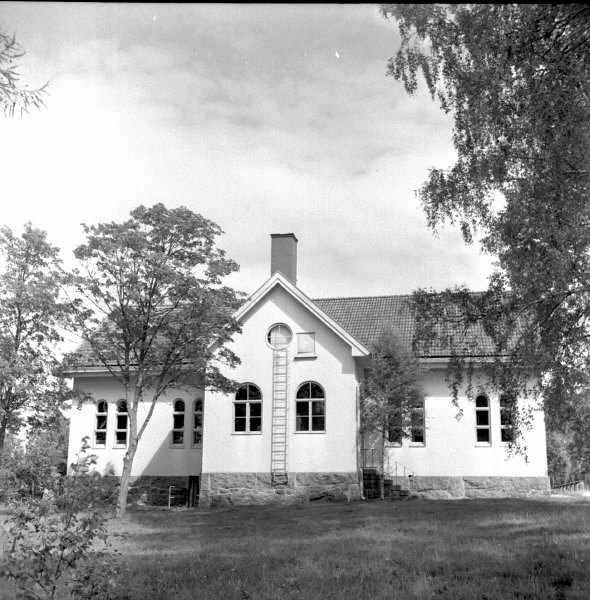
Möljeryds kyrka
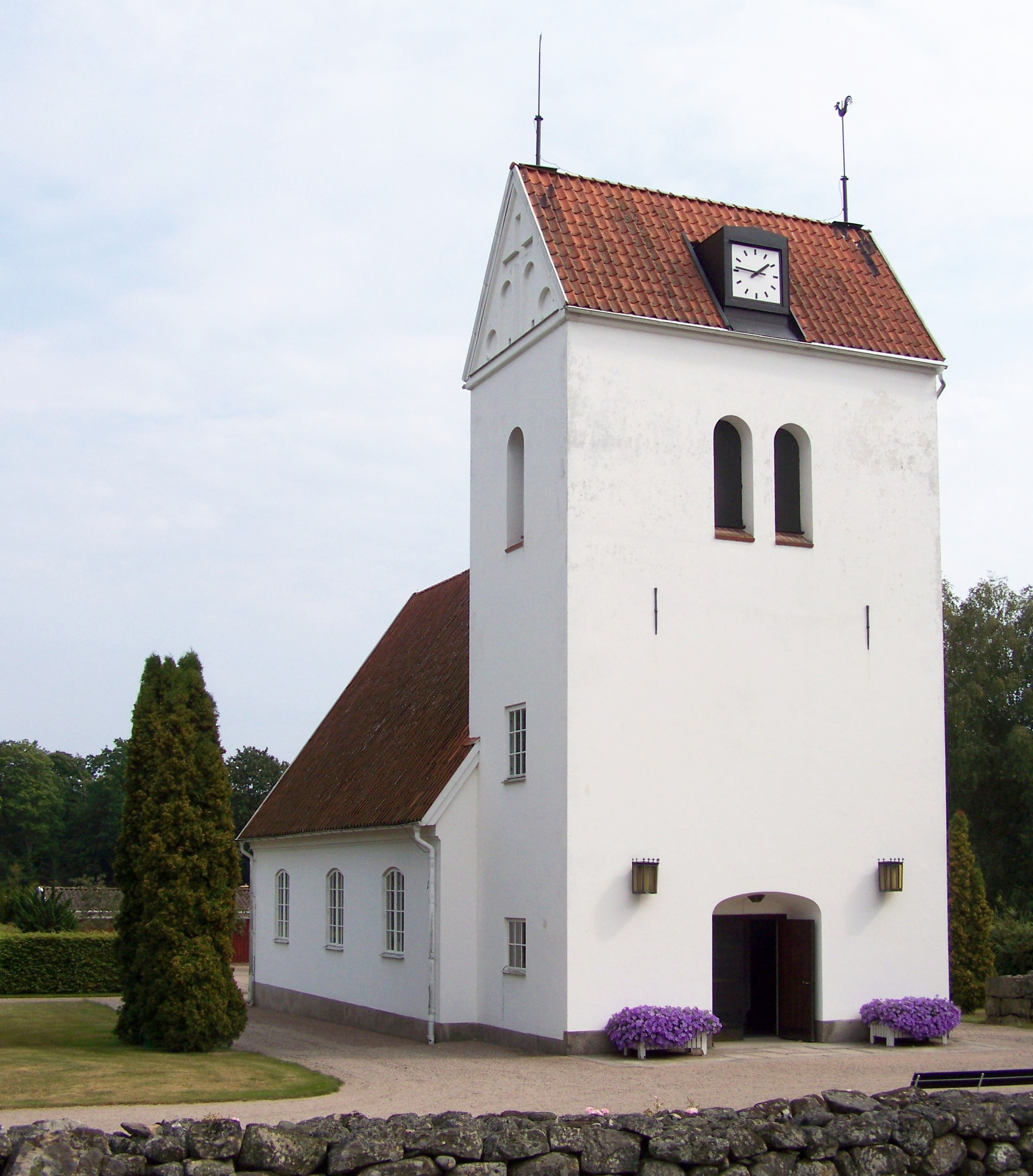
Saxemara kyrka
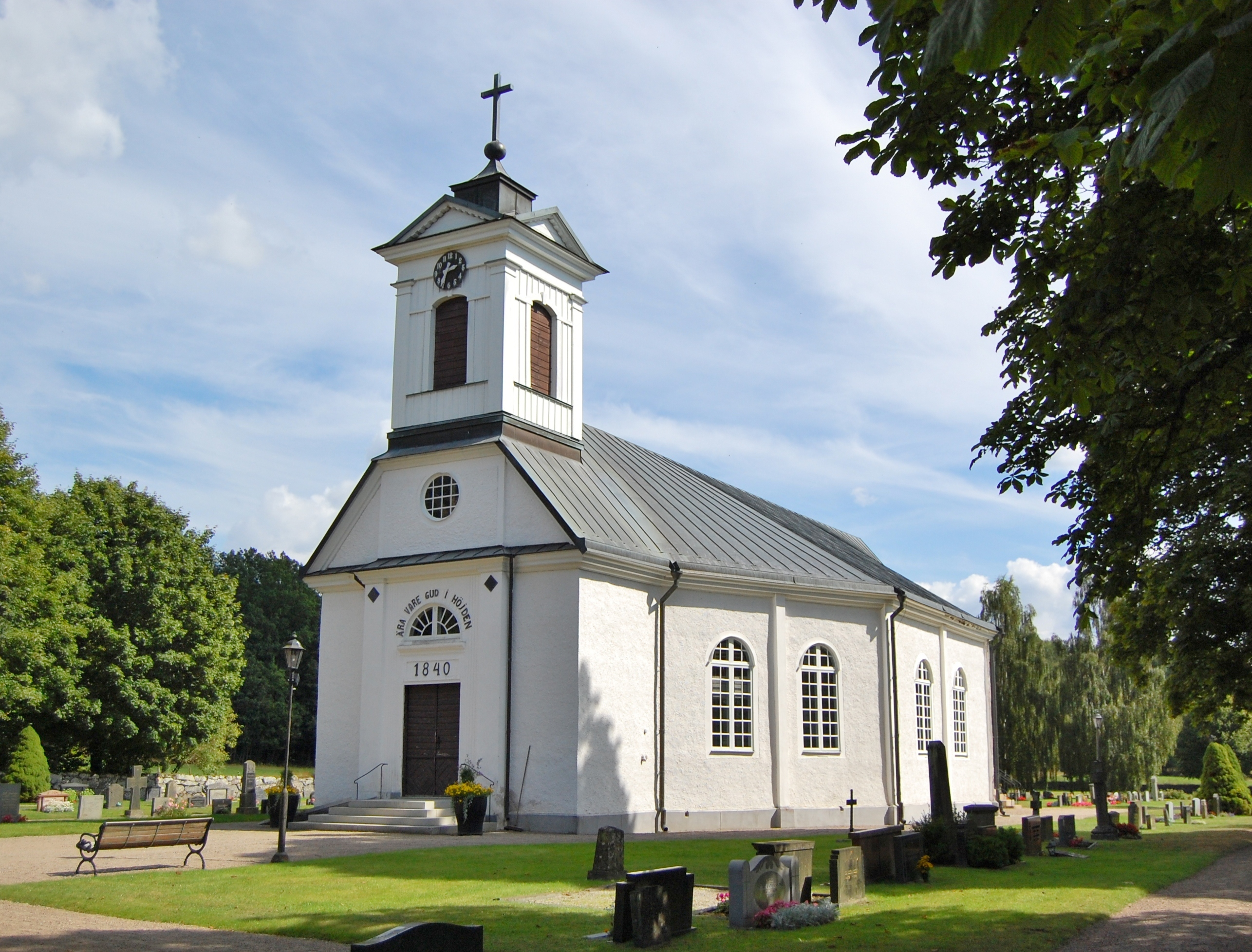
Öljehults kyrka